# Pokrajina Roma
Pokrajina Roma (v italijanskem izvirniku Provincia di Roma, izg. Provinča di Roma) je bila do leta 2015 ena od petih pokrajin, ki so sestavljale italijansko deželo Lacij. Na severu je mejila s pokrajinama Viterbo in Rieti, na vzhodu z deželo Abruci in s pokrajino Frosinone, na jugu s pokrajino Latina, na zahodu s Tirenskim morjem in v notranjosti z Vatikanom. Kot pokrajino jo je nadomestilo Metropolitansko mesto glavnega mesta Rim‎.

## Večje občine
Glavno mesto je Rim, ostale večje občine so (podatki 31.12.2007):
| Občina              | Prebivalcev |
| ------------------- | ----------- |
| Rim                 | 2.718.768   |
| Guidonia Montecelio | 77.345      |
| Fiumicino           | 62.328      |
| Pomezia             | 54.042      |
| Tivoli              | 52.278      |
| Velletri            | 52.000      |
| Civitavecchia       | 51.677      |
| Anzio               | 48.877      |
| Nettuno             | 42.864      |
| Albano Laziale      | 38.679      |
| Ciampino            | 38.168      |

## Naravne zanimivosti
Občina Tivoli Terme zavzema slikovit grič blizu Rima in je že od nekdaj znana po obsežnih žveplenih toplicah, ki baje nudijo učinkovite postopke pri zdravljenju dihal. Razen tega je kraj znan tudi po kamnolomih travertina, ki se tu pridobiva že tisočletja. V zadnjih letih sta bili obe dejavnosti ogroženi zaradi subsidence. To je pojav, pri katerem se začnejo tla pogrezati in lahko v skrajnem slučaju privede do popolnega usada. Ko se je začelo vse mesto "usedati", so izvedenci ugotovili, da je prvi vzrok odnašanje materiala iz kamnoloma v spodnjih predelih griča, a nič manj tudi črpanje vode za polnjenje bazenov v toplicah in za potrebe samega kamnoloma. Ker je bilo leta 2007 že 140 stavb resno poškodovanih, je bilo oklicano izredno stanje vsled naravne nesreče. Posebna komisija preučuje razne rešitve problema, ki gredo od prekinitve industrijskih dejavnosti do popolne preselitve ljudi iz področja.
Pomembnejša zaščitena področja v pokrajini so:
- Krajinski park Inviolata (Parco dell'Inviolata)
- Krajinski park Castelli Romani (Parco regionale dei Castelli Romani)
- Krajinski park Monti Lucretili (Parco regionale naturale dei Monti Lucretili)
- Krajinski park Appia Antica (Parco naturale regionale Appia Antica)
- Krajinski park Veio (Parco naturale di Veio)
- Krajinski park Bracciano Martignano (Parco naturale regionale del complesso lacuale Bracciano Martignano)
- Naravni rezervat Nazzano, Tevere - Farfa (Riserva naturale di Nazzano, Tevere - Farfa)
- Naravni rezervat Monte Soratte (Riserva naturale del Monte Soratte)
- Naravni rezervat Monte Catillo (Riserva naturale di Monte Catillo)
- Naravni rezervat Nomentum (Riserva naturale di Nomentum)
- Naravni rezervat Macchia di Gattaceca e Macchia del Barco (Riserva naturale della Macchia di Gattaceca e Macchia del Barco)
- Naravni rezervat Marcigliana (Riserva naturale della Marcigliana)
- Naravni rezervat Decima Malafede (Riserva naturale di Decima Malafede)
- Naravni rezervat Villa Borghese (Riserva naturale provinciale Villa Borghese)
- Naravni rezervat Tor Caldara (Riserva naturale regionale Tor Caldara)
- Naravni rezervat Monterano (Riserva naturale Monterano)
- Naravni rezervat Litorale romano (Riserva naturale Litorale romano)
- Naravni rezervat Tenuta di Castelporziano (Riserva naturale statale Tenuta di Castelporziano)
- Naravni morski rezervat Secche di Tor Paterno (Area naturale marina protetta Secche di Tor Paterno)
- Mokrišče Macchiatonda (Riserva naturale di Macchiatonda)

## Zgodovinske zanimivosti
Po pojmovanju starih Rimljanov je bila današnja Rimska pokrajina "država", ostala posestva cesarstva so bila "province", ki so spadale k njej. Sam Rim z okolico ni bil torej nikoli provinca ali pokrajina. Tako je razumevala administracijo tudi Papeška država, ki je imela za Rim različno zakonodajo od ostalih posestev. Šele papež Gregor XVI. je leta 1831 - v sklopu splošne administrativne reforme - določil, da je mesto Rim z okolico upravna enota kot vse druge, s čimer je poenotil zakonodajo in odpravil vsako razliko med prestolnico in posestvi. Toda zaradi političnih dogajanj tiste dobe papežev edikt ni imel praktičnih posledic. Dejansko je Pokrajina Roma nastala s kraljevim zakonom leta 1865 in je zavzemala vse ozemlje bivše Papeške države. Bilo je zelo veliko, ker tedanji zakonodajalci niso še natančno predvidevali, kako se bo nova enota ekonomsko razvijala: edino veliko središče je bilo mesto Rim in okolica ni imela perspektiv za samostojno gospodarjenje. Toda leta 1927 so se razmere toliko uravnovesile, da je bilo ozemlje preurejeno v približno današnjo obliko.